# Ганс-Йоахім Франк
Ганс-Йоахім Франк (нім. Hans-Joachim Frank; нар. 19 серпня 1954, Марисфельд, Тюрингія, НДР) — німецький режисер та актор театру і кіно.

## Життєпис
Ганс-Йоахім Франк народився 19 серпня 1954 року в Марисфельд, Тюрингія, НДР. На театральній сцені дебютував у віці восьми років. У 1974 році закінчив Берлінську вищу школу театрального мистецтва. У 1989 році заснував у Берліні незалежний театр «Театр'89», художнім керівником якого є до теперішнього часу. З 1975 по 1987 рік активно знімався в кіно.

## Фільмографія
| Рік  | Назва українською             | Назва німецькою                             | Роль                         |
| ---- | ----------------------------- | ------------------------------------------- | ---------------------------- |
| 1989 | Великий світ                  |                                             |                              |
| 1987 | Гаврош                        | Gavroche                                    | Маріуш                       |
| 1983 | Кавказьке крейдяне коло       | Der kaukasische Kreidekreis                 |                              |
| 1982 | Готель Пола і його постояльці | Hotel Polan und seine Gaste (НДР)           | Петер Самуель (головна роль) |
| 1982 | Прокурор має слово            | Der Staatsanwalt hat das Wort               | Фелікс                       |
| 1980 | Спляча красуня                | Dornroschen                                 | принц                        |
| 1978 | Сабіна Вульф                  | Sabine Wulff (Німеччина)                    | Ганзель                      |
| 1977 | Розбійники мимоволі           | Wer rei?t denn gleich vorm Teufel aus (ГДР) | Якоб (головна роль)          |
| 1975 | Мертва петля                  | Looping (НДР)                               |                              |

## Театральні роботи
| Рік  | Назва українською                                  | Назва німецькою                           | Режисер                         | Театр             | Роль          |
| ---- | -------------------------------------------------- | ----------------------------------------- | ------------------------------- | ----------------- | ------------- |
| 1974 | Мати (Бертольд Брехт)                              | Die Mutter                                | Рут Берґгаус                    | Берлінер ансамбль | Павло         |
| 1975 | Селестина (Карл Мікель)                            | Celestina                                 | Юрген Поршман Ґюнтер Шмідт      | Берлінер ансамбль | Слуга         |
| 1980 | Виключення і правило (Бертольд Брехт)              | Die Ausnahme und die Regel                | Карлос Медіна                   | Берлінер ансамбль | Кулі          |
| 1981 | Турандот, або Конгрес оббілювачів (Бертольд Брехт) | Turandot oder Der Kongre? der Wei?wascher | Манфред Векверта Йоахім Теншерт | Берлінер ансамбль | Туй (студент) |
| 1982 | Йоганн Фауст (Ганс Ейслер)                         | Johann Faustus                            | Манфред Векверт Йоахім Теншерт  | Берлінер ансамбль | Вагнер        |
| 1983 | Барабани в ночі (Бертольд Брехт)                   | Trommeln in der Nacht                     | Крістоф Шрот                    | Берлінер ансамбль | офіціант      |
| 1984 | Новий процес (Петер Вайс)                          | Der neue Prozess                          | Аксель Ріхтер                   | Берлінер ансамбль | Йозеф         |